# Lepidanthrax meristus
Lepidanthrax meristus är en tvåvingeart som beskrevs av Hall 1976. Lepidanthrax meristus ingår i släktet Lepidanthrax och familjen svävflugor. Inga underarter finns listade i Catalogue of Life.